# Kallapur, Hangal
Kallapur là một làng thuộc tehsil Hangal, huyện Haveri, bang Karnataka, Ấn Độ.